# Demolition Group
Demolition Group (1985) je vokalno-instrumentalna zasedba.
Nastali so iz skupine Gastrbajtrs. Napisali so glasbo za predstavi Roberto Zucco (režija Matjaž Pograjc, Mladinsko gledališče Ljubljana, 1994) in Butterendfly (Slovensko mladinsko gledališče in Gledališče Glej, 1995). Napisali so tudi glasbo za film Temni angeli usode (scenarij Goran Šalamon, režija Sašo Podgoršek), v katerem so tudi odigrali glavne vloge, in film Sladke sanje (režija Sašo Podgoršek).

## Zasedba
- Aleš Suša - saksofon, synth
- Petar Stojanović - kitara
- Matjaž Pegam - ustanovni član, zvočni miks
- Tomi Gregel - bas kitara
- Ivica Gregel - bobni
- Goran Šalamon - ustanovni član, vokal, besedila

Bivši Člani:
- Matija Lapuh - kitara
- Jože Pegam - ustanovni član - trobenta, saksofon
- Bojan Fifnja - ustanovni član - kitara
- Nikola Sekulović - ustanovni član - bas kitara
- Ivan Rimc - bobni (1995-)
- Uroš Srpčić - bobni (1985-95)
- Peter Cizelj - bobni
- Janez Gabrič - bobni
- Matej Hotko - bas kitara
- Lovro Ravbar - saksofon

## Diskografija
- Clomonics (Opus Manuum, 1986, zvočna kaseta)
- Vox Clamantis (Opus Manuum, 1986. (Zvočna kaseta)
- Mizerika (Opus Manuum, 1986, zvočna kaseta)/(Cruisin'Hiara, 1987, zvočna kaseta, gramofonska plošča)
- Miracle (EP, Cruisin'Hiara, 1989, gramofonska plošča)
- Bad Gag 2 (KifKif, 1993, zvočna kaseta, CD)
- Plays Gastrbajtrs (KifKif, 1993, CD)
- Deep True Love (SMG, 1995, zvočna kaseta, CD)
- Neovangelij (Dallas, 1998, CD)
- Bič, luč in upanje (Dallas, 2001)
- Planet starcev (samozaložba, 2011)
- Na živo (v živo, Sintetic Production, 2012)
- Zlagano sonce (Sintetic Production, 2015)
- Pojdiva tja (2018)